# فولتن (مریلند)
فولتن (به انگلیسی: Fulton) شهری در ایالت مریلند کشور ایالات متحده آمریکا است که جمعیت آن در سرشماری سال ۲۰۱۰ میلادی، ۲٬۰۴۹ نفر بوده‌است.